# کیمبرلی لوآیزا
کیمبرلی لوآیزا (اسپانیایی: Kimberly Loaiza‎؛ زادهٔ ۱۲ دسامبر ۱۹۹۷) یوتیوبر، خواننده و از ستارگان اینترنت اهل مکزیک است.
او فعالیت خود را در یوتیوب در ۲ دسامبر ۲۰۱۶ آغاز کرد و در عرض یک هفته بیش از صدهزار دنبال‌کننده در کانال یوتیوب خود پیدا کرد.